# Alfredo Rocchi
Alfredo Rocchi (Montichiari, 1º dicembre 1903 – Brescia, 8 giugno 1982) è stato un calciatore italiano, di ruolo difensore.

## Biografia
Fu uno dei più attivi organizzatori sportivi bresciani.
Dal 1935 al 1937 fu presidente della stessa società; fu inoltre più volte membro del Comitato di Reggenza e vice presidente, negli anni in cui la presidenza era di Piercarlo Beretta.
Membro in più commissioni della FIGC, è stato vice presidente della Lega Nazionale Professionisti.
Fu tra i fondatori del Centro Tennis Brescia, di cui fu anche presidente.
Venne nominato presidente della delegazione provinciale del CONI dalla sua costituzione fino al 1943.

## Carriera
Con il Brescia disputò 11 gare nel campionato di Prima Divisione 1925-1926. Esordì con le rondinelle a Torino il 28 febbraio 1926, nella gara contro il Torino, terminata con una sconfitta per 5-0.
Militò, durante la stagione 1927-1928, nella Milanese